# Assassinatos de Marselha em 1934
Os Assassinatos de Marselha em 1934 referem-se à morte por parte de terroristas macedônios e croatas do rei Alexandre I da Iugoslávia e do ministro da Relações Exteriores francês Louis Barthou, que foi vítima de uma bala perdida, em 9 de outubro de 1934 pouco depois do desembarque do rei na cidade de Marselha. Ambos os homens, mais o assassino, sucumbiram no mesmo dia; e, quatro outras pessoas foram mortalmente afetadas.

## Antecedentes

### A situação na Iugoslávia

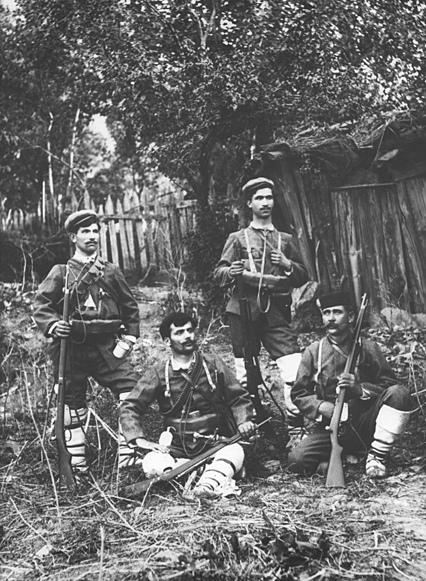
Guerrilheiros búlgaro-macedônios, enfrentando as tropas sérvias e logo iugoslavas na Macedônia.

Após a Segunda Guerra Balcânica, a Sérvia e a Grécia dividiram a maior parte da Macedônia, a Bulgária perdeu a grande maioria dos territórios que tinha ocupado durante a Primeira Guerra dos Balcãs. A Sérvia manteve desde a aquisição do território uma dura política de repressão e de assimilação da população, muito mista e muitas vezes pouco partidária da soberania sérvia. Às duras medidas opressivas do governo de Belgrado opuseram bandos armados macedônios, autores também de crimes, às vezes apoiados pela Bulgária. A mais importante organização antissérvia, que teve o apoio intermitente do governo de Sófia, foi a Organização Revolucionária Interna da Macedônia (ORIM).

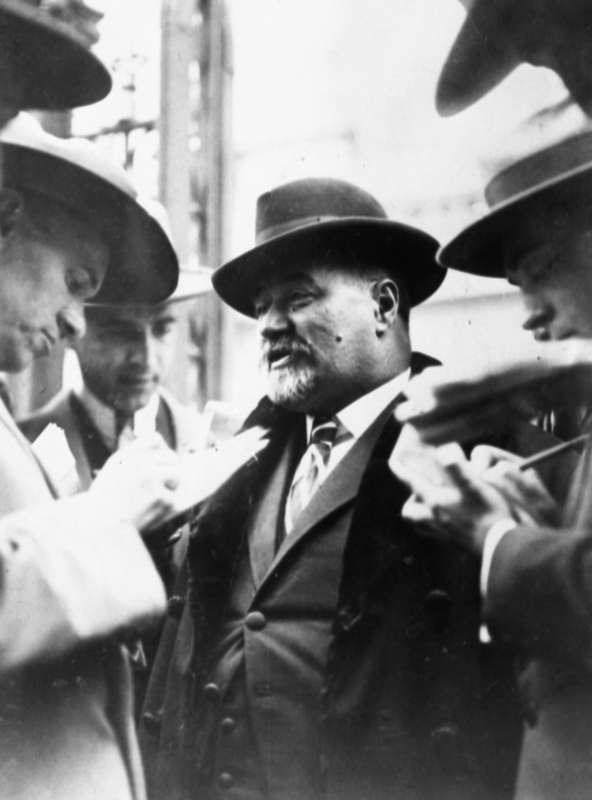
Stjepan Radić, principal dirigente croata, assassinado no parlamento iugoslavo em 1928. Este homicídio agravou a crise política e levou o rei a proclamar a ditadura em 1929.

Após o assassinato do proeminente político croata Stjepan Radić, líder do maior partido croata, agravou a crise que desde a criação da Iugoslávia em 1918, enfrentava, principalmente, os nacionalistas croatas com o governo centralizador em Belgrado. Após a proposta de secessão do rei, rejeitada pelo sucessor de Radić por temor a Itália fascista, a retirada dos membros do partido de Radić do Parlamento e o fracasso da mediação do novo governo liderado pelo esloveno Anton Korošec; o monarca aboliu a Constituição em 6 de janeiro de 1929, desativou o Parlamento e começou a acumular poderes ditatoriais. Em 3 de outubro, converteu o Reino dos Sérvios, Croatas e Eslovenos no Reino da Iugoslávia, e modificou a organização territorial do Reino. Mesmo antes do assassinato, Alexandre estava convencido da inadequação do sistema democrático como um método de governar o país, embora suas táticas de governo não favorecessem a estabilidade, apoiando-se em militares sem ideias políticas e políticos mais leais do que capazes.
Os primeiros meses do governo real, no entanto, foram marcados pelo rigor e pela implementação de reformas muito necessárias para o país (criação do Banco Agrário, obras públicas, unificação legislativa, renovação dos funcionários civis e militares, etc.). Logo se espalharam para o resto do país, no entanto, a repressão que era comum na Macedônia desde 1913. A decepção de muitos dos apoiantes iniciais do regime autoritário real, a sua incapacidade para resolver os efeitos da crise econômica mundial no país e o fracasso cada vez mais evidente dos governos ditatorial para acabar com o problema do nacionalismo diminuiu o apoio original. O governo que havia sido estabelecido a fim de unir o país e, mais tarde, com a necessidade de removê-lo da crise econômica, fracassou em ambos os empreendimentos, tornando-se simplesmente um Estado policial.  No final de 1932, o desprestígio do regime era evidente.
A polícia do regime realizou assassinatos de membros da oposição, fez outras tentativas de homicídio e prendeu alguns, como o sucessor de Radić no comando do proibido Partido Camponês Croata, Vladko Maček, favorecendo antagonismo croata à ditadura. Enquanto isso, permanecia uma dura repressão na Macedônia.
Na política externa, no entanto, o regime monárquico desenvolveu uma grande atividade, apoiada no país: promoveu o fortalecimento da Pequena Entente, foi criada a Entente dos Balcãs, foi reforçada a tradicional aliança com a França, fez-se uma melhoria da relação com a Alemanha, embora a atitude em relação a União Soviética permaneceu hostil. As relações melhoraram ainda com a Bulgária, que Alexandre visitou no final de setembro de 1934.
O tratamento com a Itália fascista, pelo contrário, continuava ruim: a Iugoslávia ainda temia as ambições italianas na costa dálmata, desconfiava do apoio de Benito Mussolini as organizações separatistas croata, condenava a opressão das minorias eslovenas e croatas no país vizinho e temia o seu o apoio ao revisionismo húngaro.

### Os independentistas croatas
A organização separatista Ustasha, chefiada pelo antigo membro do Partido Puro pelos Direitos, Ante Pavelić, mantinha campos de treinamento na Itália e seus líderes, desde seu exílio em 1929, passaram pela Bulgária, Hungria e Itália.
Em 1932, introduziram alguns comandos na Iugoslávia, que foram presos e condenados a longas penas. Entre 1931 a 1932, alugaram uma fazenda perto da fronteira húngaro-iugoslava, onde realizaram um treinamento de táticas terroristas. Desde 1931, organizaram vários atentados na Iugoslávia, incluindo a tentativa de assassinato do Rei em dezembro de 1933. A organização contava com o apoio do governo italiano e húngaro. Em abril de 1934, depois de repetidos protestos por parte das autoridades iugoslavas, os magiares fecharam a base dos croata exilados. Em julho, foi celebrado um acordo que reduziu a tensão fronteiriça.

### O "Locarno Oriental" e a aproximação ítalo-francesa

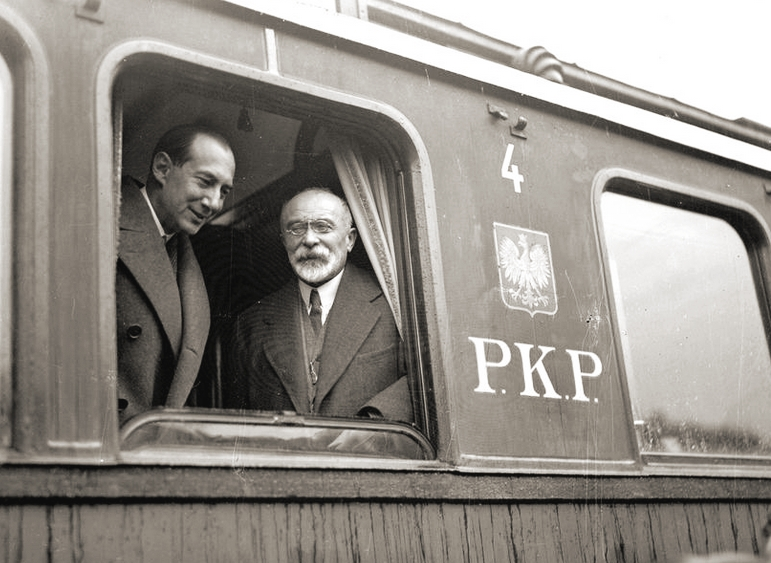
Barthou (direita) junto ao ministro das relações exteriores polaco Beck, que rejeitou as propostas francesas.

Com a chegada ao poder de Adolf Hitler no início de 1933, a França tentou reforçar o seu sistema de alianças. Na primavera de 1934, o ministro das Relações Exteriores francês, Louis Barthou, passou a desenvolver atividades para conseguir a assinatura de um tratado semelhante aos de Locarno que garantiria as fronteiras da Europa Oriental. O temor de Benito Mussolini às reivindicações alemãs na Áustria ofereciam a Barthou a possibilidade de alcançar uma aproximação com a Itália, mas o revisionismo italiano na Dalmácia e seu apoio aos húngaros, foram difíceis de conciliar esta melhoria nas relações, sem comprometer as relações da França com a Pequena Entente.
A Iugoslávia, diretamente ameaçada pelos projetos de Mussolini, tinha entrado para a Entente dos Balcãs em fevereiro de 1934. Em junho, Barthou conseguiu que a Romênia e a Checoslováquia estabelecessem relações diplomáticas com a União Soviética e foi recebido com entusiasmo na capital dos dois países, enquanto que a Polônia não se mostrava muita partidária do projeto francês. Na sequência da rejeição polaca e alemã aos planos franceses em setembro, Barthou focou-se em alcançar uma melhoria nas relações dos Balcãs. O rei Alexandre concordou em aceitar um acordo com a Itália, que consistiria em concessões econômicas aos italianos em troca de que estes garantiriam a independência albanesa e austríaca e respeitariam as fronteiras iugoslavas. O rei foi convidado a assinar na França um acordo franco-iugoslavo, que iria permitir que o ministro das Relações Exteriores francês, em seguida, lidasse com Mussolini.

## Os assassinatos
Alexandre desembarcou em Marselha, na tarde de 9 de outubro de 1934 e foi recebido por Barthou. Minutos depois, quando eles estavam em um carro conversível no meio da multidão, um homem saltou e disparou sua pistola duas vezes no rei e no motorista, que tentou empurrar o assassino fora do carro. O rei e o motorista foram mortalmente feridos. Um policial tentou disparar no assassino mas errou e feriu Barthou mortalmente. O assassino, mesmo caído no chão, continuava a disparar em toda a gente ao seu redor, tendo ferido cerca de 10 pessoas. O general Alphonse Joseph Georges que viajava no mesmo veículo também foi baleado durante sua tentativa de parar o terrorista.
Um policial tentou prender o assassino mas foi morto com um tiro no estômago. O assassino então tentou fugir do local, mas foi atingido por um golpe do sabre de um cavaleiro, atordoando-o. Ele então foi atingido por várias balas disparadas pela polícia e foi espancado mortalmente pela multidão enfurecida enquanto a polícia ficava a observar. O assassino foi então levado para interrogatório. Como ele estava em estado crítico, ele não conseguiu dizer nada e sucumbiu aos ferimentos mais tarde naquela noite.
Barthou, finalmente, morreu uma hora depois devido a demora da assistência médica. A bala havia rompido sua artéria braquial e ele sangrou até morrer. Duas mulheres também foram acidentalmente mortas pela polícia francesa durante o tiroteio. 
O assassino, Vlado Chernozemski, era um membro da ORIM, e havia feito vários assassinatos anteriormente, passando tempo na prisão. Anistiado, foi para a Hungria em 1932, onde estabeleceu vínculo com a ORIM e aos separatistas croatas da Ustaše.
Os croatas pretendiam, após o assassinato do monarca, infiltrarem-se na Iugoslávia e desencadear uma guerra civil. A reação na Iugoslávia, no entanto, foi de repulsa pelo assassinato. Não houve distúrbios que poderiam ser utilizados pelo ditador italiano e os seus protegidos.
Após o atentado, marinheiros do Dubrovnik, o navio que havia transportado o rei até a França, ameaçaram bombardear Marselha, um ato de guerra que acabaram não cometendo. Foi pelo mesmo navio que o corpo de Alexandre I foi transportado de volta à Iugoslávia, onde foi solenemente enterrado em 17 de outubro de 1934. Participou da cerimônia o presidente francês Albert Lebrun.

## Investigação e consequências
A investigação revelou que o assassino era um búlgaro-macedônio e seus três cúmplices ligados diretamente aos Ustashas. Dois deles eram provenientes da Hungria e haviam entrado na França depois de trocar seus passaportes húngaros por outros checoslovacos em Lausanne. O ataque foi planejado pela organização croata, cujo líder estava então residindo na Itália.
O processo contra o governo italiano não era conveniente, no entanto, a alguns países. A Grã-Bretanha preferia que, se o inquérito tivesse que declarar algum  país como cúmplice, este seria a Hungria. A Checoslováquia também iniciou uma campanha na imprensa acusando os magiares de conivência com os terroristas. Na França, Pierre Laval, sucessor Barthou, declarou sua intenção de seguir a linha de seu antecessor, mas, na realidade, sua prioridade era melhorar as relações com a Itália, mesmo ao custo de acusar a Hungria pelos assassinatos ao invés da Itália.
Sob a pressão de seus aliados ocidentais e da Pequena Entente para evitar um confronto com o governo de Roma e relutante em relacionar a morte do rei com a questão nacionalista, o governo de Belgrado precisava ao mesmo tempo ser firme com a opinião pública.
A Itália, entretanto, desmentiu o seu envolvimento com as mortes e prendeu Pavelić e seu subtenente em 18 de outubro de 1934. A França pediu a sua extradição sabendo que seria rejeitada.
Dada a relutância da Hungria em servir de bode expiatório do caso e sua ameaça velada de solicitar uma investigação internacional que poderia descobrir a cumplicidade italiana, Mussolini decidiu apoiar a Hungria. O governo iugoslavo, insatisfeito, ameaça denunciar a Itália e a Hungria na Liga das Nações, um passo que não poderia contar com o apoio francês caso incluísse a Itália. Em novembro, começou a expulsar os cidadãos magiares da região iugoslava fronteiriça com a Hungria.

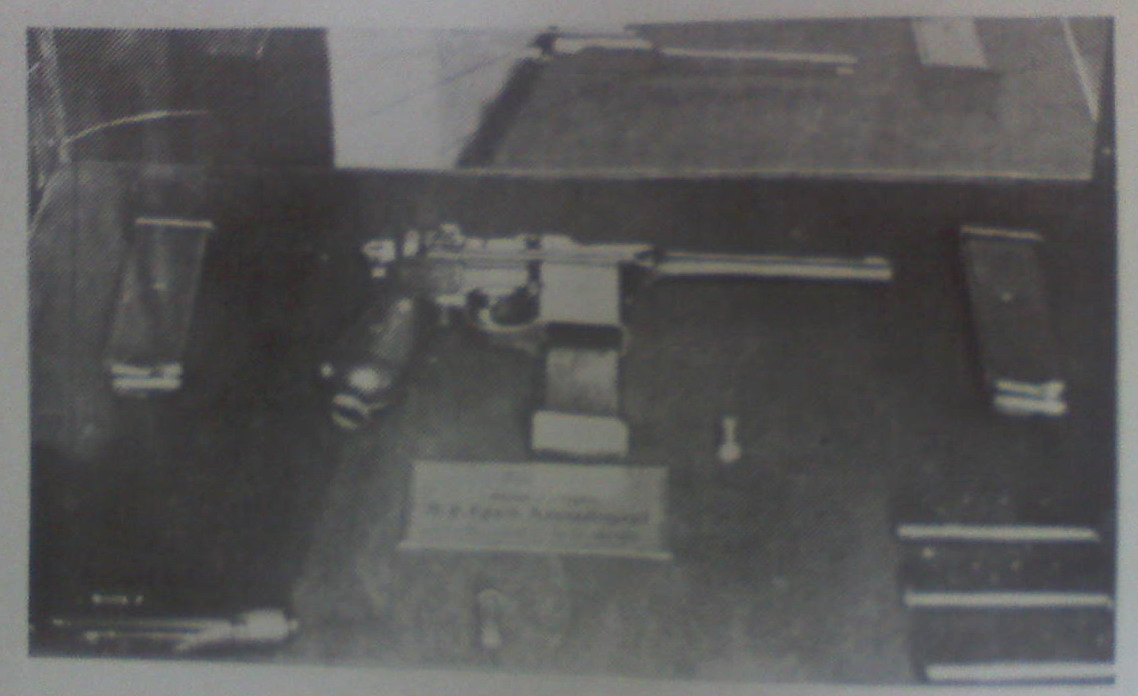
A arma do crime, pistola automática Mauzer.

No final de novembro, em visita à Grã-Bretanha, o regente Paulo Karađorđević, primo do rei assassinado, apresentou os resultados das investigações iugoslavas sobre o assassinato, confirmando que a arma do assassino tinha sido adquirida em Trieste de um vendedor estreitamente relacionado com o regime italiano.
Em 22 de novembro de 1934, a Iugoslávia apresentou uma nota para a Liga das Nações, acusando a Hungria de cumplicidade nas mortes. Dois dias depois, a Hungria respondeu solicitando uma investigação imediata da Sociedade e proclamando sua inocência. Declarou que apenas tinha recebido os assassinos na condição de refugiados, sem ter fornecido apoio para suas atividades terroristas.
Em Genebra, em 4 de dezembro de 1934, chegou-se em princípio a um acordo secreto: que seria aprovar um acordo internacional contra o terrorismo e o representante iugoslavo não exigiria ação contra a Hungria ou investigação mais aprofundada do caso, contentando-se com uma declaração formal de condenação, apesar de o ministro iugoslavo, Bogoljub Jevtić, estar convencido de que isso não seria suficiente para acalmar a situação em Belgrado. A expulsão de húngaros embora houvesse aumentado, e crescido a tensão na fronteira húngaro-iugoslava, que diminuiu apenas em 8 de dezembro, quando com o retorno do príncipe Paulo a Belgrado, ordenou-se o fim das deportações.
Em 10 de dezembro de 1934, o conselho da Sociedade aprovou a proposta acordada secretamente com importante intervenção britânica. Resolvida a crise, Laval poderia fazer a sua visita a Mussolini, adiada pelo assassinato, em 7 de janeiro de 1935.
Em 18 de janeiro de 1935, em Genebra, apresentou-se os resultados da investigação da Hungria sobre o caso, que se inocentava e, a Iugoslávia expressando, com o apoio de seus aliados da Pequena Entente, insatisfação; concluindo a sessão sem um debate mais aprofundado sobre o assunto. Em novembro de 1937, duas convenções sobre terrorismo foram adotadas, resultado da comissão estabelecida pelo acordo sobre os assassinatos.